# SDガンダムバインド
SDガンダムバインドとは、バンダイがカプセル自動販売機で発売されるカプセルトイである。

## 概要
- 前作のSDガンダムインパクトが不評であったため、2009年7月から開始したSDガンダムガシャポンシリーズである。
- それぞれパーツ毎に分解・合体でき、オリジナルモビルスーツを作ることができる。
- SDガンダムフルカラーカスタムで採用した、「ビルドシステム」を再導入した。
- 一つの弾につき全身彩色済みの通常MS5体と目だけが塗装されたバインドMS5体の全10種がラインナップされていた。バインドMSは体の一部が変容しており、変容したパーツを集めて合体させることで聖獣（マイソロジー）を作ることができた。
- 本玩具の商品展開に合わせた漫画がケロケロエースより連載されたが、単行本などのような媒体にまとまってはいない。

## ラインナップ
- SDガンダムバインド01 ～覚醒！聖獣ハーディア編～
  - RX-78-2 ガンダム
  - ZGMF-X20A ストライクフリーダムガンダム
  - ZGMF-X42S デスティニーガンダム
  - GF13-017NJII ゴッドガンダム
  - RX-121 ガンダムTR-1ヘイズル
  - バインド・ガンダム
  - バインド・ストライクフリーダム
  - バインド・ディスティニー
  - バインド・ゴッドガンダム
  - バインド・アプサラスIII
- SDガンダムバインド02 ～聖獣アレシディア飛翔！編～
  - GX-9901-DX ガンダムダブルエックス
  - ZGMF-X19A インフィニットジャスティスガンダム
  - MVF-M11C アンドリュー・バルトフェルド専用ムラサメ
  - MSN-04 サザビー
  - MA-04X ザクレロ
  - バインド・ゴッドガンダム
  - バインド・ガンダムTR-1ヘイズル
  - バインド・ギャプランTR-5フライルー
  - バインド・νガンダム
  - バインド・ザクII
- SDガンダムバインド03 ～覚醒！聖獣クロスディア！編～
  - RX-93 νガンダム
  - NRX-0013 ガンダムヴァサーゴ
  - GF13-017NJ シャイニングガンダム
  - アプサラスIII
  - RMS-099 リック・ディアス
  - バインド・デスティニーガンダム
  - バインド・ガンダムダブルエックス
  - バインド・サザビー
  - バインド・∞ジャスティス
  - バインド・ザクレロ
- SDガンダムバインド04 ～死闘！金色の聖獣アローディア！！編～
  - XXXG-00W0 ウイングガンダムゼロ
  - LM312V04 Vガンダム
  - MS-06 ザクII
  - ZMT-S12G シャッコー
  - AMS-119 ギラ・ドーガ
  - バインド・ストライクフリーダムガンダム
  - バインド・レジェンドガンダム
  - バインド・ムラサメ
  - バインド・ΖΖガンダム
  - バインド・ガンダムアシュタロンハーミットクラブ
- SDガンダムバインド05 ～聖獣ポセイディア上陸！編～
  - RX-78-2 ガンダム Ver.2
  - MSZ-006 Ζガンダム
  - RX-78NT-1 ガンダムNT-1 アレックス
  - EMS-10 ヅダ
  - ORX-005 ギャプランTR-5 フライルー
  - バインド・クロスボーンガンダムフルクロス
  - バインド・ジオング
  - バインド・ガンダム試作1号機
  - バインド・スーパーガンダム
  - バインド・リック・ディアス
- SDガンダムバインド06～鋼鉄の聖獣ヘルメディア出陣！編～
  - AMX-004 キュベレイ
  - RX-78GP02A ガンダム試作2号機
  - NRX-0015-HC ガンダムアシュタロン ハーミットクラブ
  - GF13-055NI ネロスガンダム
  - XXXG-01D2 ガンダムデスサイズヘル
  - バインド・ウイングガンダムゼロ
  - バインド・Vガンダム
  - バインド・プロヴィデンスガンダム
  - バインド・ケンプファー
  - バインド・ギラドーガ
- SDガンダムバインド07～悪夢型聖獣ウラノディア光臨！編～
  - XM-X1 クロスボーンガンダム フルクロス
  - MSZ-010 ΖΖガンダム
  - ZGMF-X666S レジェンドガンダム
  - MSN-02 ジオング
  - RMS-154 バーザム
  - バインド・キュベレイ
  - バインド・Ζガンダム
  - バインド・シャイニングガンダム
  - バインド・ガンダムNT-1
  - バインド・ヅダ

※この弾ミニブックにはウラノディアの合体方法だけしか掲載されておらず、01～06弾聖獣の合体態であるルナーディアの合体形態はケロケロA本誌でしか掲載されなかった[しかも、パーツの位置の指示もないキャラクター紹介のみ]

## 登場人物
ここでは、漫画版SDガンダムバインドに登場する人物について記述する。
RX-78　ガンダム
第1話～
マイシス壊滅を目的に戦い続ける戦士。
その目的は一切謎に包まれている。一人称はオレ。
10年前にキュベレイと共に聖獣のパーツを発見。
バインドガンダム
　　左腕が巨大な口になっている。他のバインドのパーツを奪うことが可能。

ゴッドガンダム
第1話～
特殊部隊トップ。カタストロフ壊滅以前からのマイシスメンバー。
記憶を失い、総帥に別の記憶が植えつけられている。
ガンダム捜索は大きな任務のひとつ。一人称はオレ。口が悪い。
　バインドゴッドガンダム1
　　右腕が巨大な剣になっている。ガンダムのバインド能力により奪われる。
　バインドゴッドガンダム2
　　劇中未登場。バックパックがバインドパーツ。

ストライクフリーダムガンダム
第1話～
治安維持部隊。カタストロフ壊滅以前からのマイシスメンバー。
記憶を失い、総帥に別の記憶が植えつけられている。一人称はオレ
肝心なところで台詞を噛む。
　　バインドストライクフリーダム1
　　　バックパックがバインドパーツ。ガンダムのバインド能力により奪われる。
　　バインドストライクフリーダム2
　　　劇中未登場。頭がバインドパーツ。

デスティニーガンダム
第1話～
カタストロフ壊滅以前からのマイシスメンバー。
記憶を失い、総帥に別の記憶が植えつけられている。一人称は拙者。
バインド一刀流奥義を使う。甦らせたクロスディアに齧られる。
　　バインドデスティニーガンダム1
　　　胴体部がバインドパーツ。上記2人同様ガンダムに奪われた。
　　バインドデスティニーガンダム2
　　　劇中未登場。頭がバインドパーツ。他のパーツと共にレジスタンス基地に保管されていた。

アプサラスIII
第5話。
特殊部隊員カタストロフ壊滅以前からのマイシスメンバー。
キュベレイ、ガンダムの妹。アローディアの槍からガンダムを庇い倒れる。
何故か「超弩級シンデレラ」という肩書きでアイドルをしていた。
　　バインドアプサラス
　　　劇中未登場。頭がバインドパーツ。そのままガンダムに譲渡される。

キュベレイ
第1話～
マイシス総帥。
10年前にガンダムと南極で聖獣のパーツを発見する。
その後、ゴッド・ストライクフリーダム・デスティニーを洗脳、操っていた。
南極にマイシス本部を作り、ガンダム達を待ち受ける。
聖獣「ウラノディア」を所有している。
地球を他の聖獣から守るため、地球に眠っていたエイロディアと融合しようとした。
最後はルナーディアに倒され消滅する。
　　バインドキュベレイ
　　　  バインドパーツは右腕。
νガンダム
　第2話(シルエットのみ)
マイシス特務部隊員。特務部隊員はアレシディアのパーツを所持している。
　　バインドνガンダム
　　　劇中未登場。バインドパーツは右腕。
ガンダムTR-1ヘイズル
　第2話(シルエットのみ)
マイシス特務部隊員。アイドルアプサラスのマネージャーでもある。
　　バインドガンダムTR-1ヘイズル
　　　劇中未登場。頭と武器(バズーカ)がバインドパーツ。
ギャプランTR-5フライルー
　第2話(シルエットのみ)
マイシス特務部隊員。
　　バインドギャプランTR-5フライルー
　　　劇中未登場。バックパックがバインドパーツ。
ザクII
　第2話(シルエットのみ)
マイシス特務部隊員。
　　バインドザクII
　　　劇中未登場。左腕がバインドパーツ。
インフィニットジャスティスガンダム
第2話～
マイシスに対抗するレジスタンスのリーダー。基地に聖獣「クロスディア」を隠していた。
終盤、レジスタンスの殆どがエイロスの罠にかかり、洗脳されてしまう。
　　バインドインフィニットジャスティスガンダム
　　　劇中登場。バインドパーツは尻尾になる剣。
ガンダムDX(ダブルエックス)
第2話～
マイシスに対抗するレジスタンス。バンドではドラム担当だが、ボーカルも勤める。(その際、バックダンサー等はGビットである。)
　　バインドガンダムDX
　　　劇中未登場。バックパックがバインドパーツ。(羽)
サザビー
第2話～
マイシスに対抗するレジスタンス。首にスカーフを巻き、ギターを携えている。
　　バインドサザビー
　　　劇中未登場。バックパックがバインドパーツ。(足)
ザクレロ
第2話～
マイシスに対抗するレジスタンス。描写から察すると性別は女である。
　　バインドザクレロ
　　　劇中未登場。バインドパーツは左腕。
ムラサメ
マイシスに対抗するレジスタンス。マイシス本部に偵察任務中。
実際はマイシス側の諜報部員(スパイ)。
　　バインドムラサメ
　　　劇中未登場。バインドパーツは大きな盾を持った左腕。
バーザム
序盤は顔を隠して行動していた。「木星帝国」の一員。
シャッコー
情報屋として活動していた。「木星帝国」の一員。
ガンダムヴァサーゴチェストブレイク
マイシス諜報部として活動していたが、実際は「木星帝国」の一員だった
ガンダムアシュタロンハーミットクラブ
ガンダムヴァサーゴＣＢと同じく木星帝国の一員だったが、エイロスに洗脳されていた。
　　バインドガンダムアシュタロンハーミットクラブ
　　　劇中未登場。バインドパーツは胴体。
バインドガンダムΖΖ(ダブルゼータ)
　劇中未登場。バインドパーツはバックパック。
バインドレジェンドガンダム
劇中未登場。バインドパーツは巨大な槍を装備した右腕。
クロスボーンガンダムフルクロス
第9話
マイシス親衛隊所属。聖獣「ポセイディア」を従えている。
他の幹部達とは違い自分の意思で従っている。
最終決戦後、「木星帝国」に拘束された。
　　バインドクロスボーンガンダムフルクロス
　　劇中未登場。バインドパーツは左腕。
バインド・ジオング
　劇中未登場。バインドパーツは頭。
バインド・ガンダム試作1号機
　劇中未登場。バインドパーツは右腕。
バインド・スーパーガンダム
　劇中未登場。バインドパーツはバックパック。
リック・ディアス
第5話
マイシスメンバー。
　　バインドリック・ディアス
　  劇中未登場。バインドパーツは武器(尻尾)

ヅダ
第9話
マイシス総帥直属親衛隊。
　　バインドヅダ
　　　劇中未登場。バインドパーツは左腕。
アレックス
第9話
ヅダと同じく親衛隊所属。
　　バインドアレックス
　　　劇中未登場。バインドパーツは胴体。
シャイニングガンダム
第9話
上記2人と同じく親衛隊所属。
人工聖獣「ヘルメデイア」を従えている。
ゴッドガンダムとは夫婦関係らしい。
　　バインドシャイニングガンダム
　　　劇中未登場。バインドパーツはバックパック。(シャイニングのバインドパーツはヘルメディアではなくウラノディアのパーツ。)

バインドウイングガンダムゼロ
　劇中未登場。バインドパーツはバックパック。
バインドVガンダム
　劇中未登場。バインドパーツは胴体。
バインドプロヴィデンスガンダム
　劇中未登場。バインドパーツは頭。
バインドケンプファー
　劇中未登場。バインドパーツは左腕。
バインドギラドーガ
　劇中未登場。バインドパーツは右腕。
Ζガンダム
第10話
マイシス総帥直属親衛隊所属。口癖「～～なんさ」
バインドΖガンダム
　劇中未登場。バインドパーツは頭。
ネロスガンダム
第10話
レジスタンス別働隊リーダー。
シャイニングガンダムの攻撃を蹴り技で打ち消すことができる。

## 聖獣(マイソロジー)
ハーディア
強大なる漆黒の魔神
ガンダムが所持する聖獣(マイソロジー)。月を守護に持つ。月の満ち欠けにより特性が変わる。
バインダー(操る者)の精神状態によって同様のことが起こる。
他のバインドを左腕の口で捕食する能力を持つ。右腕の剣と左腕の拳が武器。
必殺技:エクリプス・クライド　力を解放したヘカディブレイドによって、敵の光と影の境界を両断する。
アレシディア
炎が渦巻く深紅の鳳凰
ゴッドガンダムが所持する聖獣(マイソロジー)。火星を守護に持つ。
炎を自由に操る能力を持ち、体内で精製した弾薬の発射や投下で敵を焼き尽くす。
必殺技:スパルタンインフェルノ　紅蓮の炎を纏い炎の鳥と化し敵に体当たりする。
クロスディア
魔力を秘めた紫の飛竜！
デスティニーガンダムが所持する聖獣(マイソロジー)。土星を守護に持つ。時と次元を操る能力を持つ。
俊敏性はやや劣るが、時間停止と瞬間移動で敵を追い詰める。
必殺技:クロノ・ディメンジョン　敵の時間を止め、頭の角に集めたエネルギーの刃で空間毎切り裂く。最大パワーだと空間を割り、敵を異空間へ送ることもできる。
アローディア
天駆ける黄金の騎士！
ストライクフリーダムガンダムが所持する聖獣(マイソロジー)。金星を守護にもつ。
超スピードで敵を翻弄し、黄金に光り輝くボディと煌く炎の翼は、全てのものを魅了する
必殺技:G･R･B(グレート・ローリング・ボルト)　右腕のランス「イナンランス」による超高速の連続突き
ポセイディア
荒ぶる紺青の海竜！
クロスボーンガンダムフルクロスが所持する聖獣(マイソロジー)。海王星を守護にもつ。
頭部と胴体は分離可能。地震を起こすことも可能。水を自在に操り、不浄の大地を清めんとする
必殺技:オーバーキルストリーム　切り離した胴体が高速回転し、高圧水流とともに全てを切り裂く。
ヘルメディア
猛る黒鉄の凶戦士！
キュベレイが発明したヘカトンケイルシステムで作られた人工聖獣(マイソロジー)第01号。水星を守護にもつ。
自身のクローンと合体して巨大化することが出来る。
必殺技:デスヘルメッシュ　剣に闇のオーラを炎のように収束させ切り裂く技。(読者応募技)
ウラノディア
忌まわしき暗黒の魔戦士
キュベレイが所持している聖獣(マイソロジー)。天王星を守護に持つ。ヘカトンケイルシステムで作られた人工聖獣第02号。
ビーストモードに変形が可能。他のバインドを捕食出来る。
必殺技：デスフレイムスラッシュ　無数の目で相手を金縛りにし、体中の刃で闇の炎とともに切り裂く。
エイロディア
復活した闇の超魔神！
大地であるＳＤワールドを守護に持つ聖獣(マイソロジー)。
太古のＭＳワールドでの聖獣同士の戦いの後、「来るべき戦い」に備え、その他の聖獣を大地に封印した。
必殺技:ボルカニック・デストレーザー　集めた魔力を胸の目に集積し、圧縮して超強力高密度ビームとして放つ。
ルナーディア
輝ける白銀の超戦士！
最終決戦で甦った聖獣(マイソロジー)。月を守護に持つ。
太古の戦いで、冥王星を守護にもつハーディアを倒し、同化していた。
対の存在であるエイロディア同様、倒した聖獣を同化する能力を持つ。
必殺技:ムーンライト・エクリプスクライド　月の光を右手の剣に集め、敵を一刀両断する。バインドパーツや聖獣に大ダメージを与える。